# Wuksachi Lodge
Le Wuksachi Lodge est un lodge américain dans le comté de Tulare, en Californie. Situé à environ 2 150 mètres d'altitude dans la Sierra Nevada, il est protégé dans le parc national de Sequoia, dont il est le seul hôtel avec le Silver City Mountain Resort. Disposant d'un total de 102 chambres, il est géré par Delaware North.